# 윤학준
윤학준(尹学準, 1933년 3월 6일~2003년 1월 12일)은 대한민국의 국문학자이다.

## 생애
일제강점기 안동에서 태어난 그는 어린 시절 공산주의에 심취해 6.25 전쟁 중에 일본으로 건너가 좌익운동과 반대한민국활동에 적극 참여했다.
1970년대 이후에는 재일본조선인총연합회(조선총련)계에서 한국적으로 바꿔 조선시대 양반문화연구에 몰두했고 소설 《태백산맥》의 일본어 판 감수를 맡는 등의 한국문학을 일본에 알리는 데에도 힘썼다.